# Filskov Sogn
Filskov Sogn er et sogn i Grene Provsti (Ribe Stift).
I 1877 blev Filskov Kirke opført som filialkirke i Sønder Omme Sogn, og i 1911 blev Filskov Sogn udskilt som selvstændigt sogn fra Sønder Omme Sogn. Det hørte til Nørvang Herred i Vejle Amt. Filskov sognekommune blev ved kommunalreformen i 1970 indlemmet i Grindsted Kommune, som ved strukturreformen i 2007 indgik i Billund Kommune.
I sognet findes følgende autoriserede stednavne:
- Egebjerg (bebyggelse)
- Filskov (bebyggelse, ejerlav)
- Filskov Søndermark (bebyggelse)
- Hjortlund (bebyggelse)
- Omvrå Søndermark (bebyggelse)
- Ravlund (bebyggelse)